# Box-office Russie 2018

## Les millionnaires
| Class. | Titre                                                                                  | Pays                   | Réalisateur                                                     | Box-Office Russie |
| ------ | -------------------------------------------------------------------------------------- | ---------------------- | --------------------------------------------------------------- | ----------------- |
| 1      | T-34, machine de guerre                                                                | Drapeau de la Russie   | Alexeï Sidorov                                                  | 35 469 293 $      |
| 2      | Avengers: Infinity War                                                                 | Drapeau des États-Unis | Anthony et Joe Russo                                            | 34 597 189 $      |
| 3      | Venom                                                                                  | Drapeau des États-Unis | Ruben Fleischer                                                 | 32 319 858 $      |
| 4      | Policiers du rouble. Chaos du nouvel an (Полицейский с Рублёвки. Новогодний беспредел) | Drapeau de la Russie   | Ilya Koulikov                                                   | 26 961 407 $      |
| 5      | La Glace (Лёд)                                                                         | Drapeau de la Russie   | Oleg Trofim                                                     | 26 477 902 $      |
| 6      | Les Animaux fantastiques : Les Crimes de Grindelwald                                   | Drapeau des États-Unis | David Yates                                                     | 22 134 495 $      |
| 7      | Deadpool 2                                                                             | Drapeau des États-Unis | David Leitch                                                    | 21 932 739 $      |
| 8      | Jurassic World: Fallen Kingdom                                                         | Drapeau des États-Unis | Juan Antonio Bayona                                             | 19 462 038 $      |
| 9      | Black Panther                                                                          | Drapeau des États-Unis | Ryan Coogler                                                    | 19 265 532 $      |
| 10     | Hôtel Transylvanie 3 : Des vacances monstrueuses                                       | Drapeau des États-Unis | Genndy Tartakovsky                                              | 19 134 166 $      |
| 11     | Aquaman                                                                                | Drapeau des États-Unis | James Wan                                                       | 18 993 419 $      |
| 12     | Bohemian Rhapsody                                                                      | Drapeau des États-Unis | Bryan Singer                                                    | 16 076 217 $      |
| 13     | Les Indestructibles 2                                                                  | Drapeau des États-Unis | Brad Bird                                                       | 15 608 016 $      |
| 14     | Le Grinch                                                                              | Drapeau des États-Unis | Yarrow Cheney et Scott Mosier                                   | 15 402 080 $      |
| 15     | En eaux troubles                                                                       | Drapeau des États-Unis | Jon Turteltaub                                                  | 13 500 000 $      |
| 16     | Cinquante nuances plus claires                                                         | Drapeau des États-Unis | James Foley                                                     | 13 317 069 $      |
| 17     | Ready Player One                                                                       | Drapeau des États-Unis | Steven Spielberg                                                | 13 100 000 $      |
| 18     | Ant-Man et la Guêpe                                                                    | Drapeau des États-Unis | Peyton Reed                                                     | 13 024 266 $      |
| 19     | L'Entraîneur (Тренер)                                                                  | Drapeau de la Russie   | Danila Kozlovski                                                | 12 684 676 $      |
| 20     | Ralph 2.0                                                                              | Drapeau des États-Unis | Rich Moore et Phil Johnston                                     | 12 607 544 $      |
| 21     | Yolki 7 (Ёлки последние)                                                               | Drapeau de la Russie   | Timour Bekmambetov, Egor Baranov, Anna Parmas et Alexandre Kott | 10 748 135 $      |
| 22     | I Am Losing it (Я худею)                                                               | Drapeau de la Russie   | Alexeï Noujni                                                   | 10 921 568 $      |
| 23     | Pacific Rim Uprising                                                                   | Drapeau des États-Unis | Steven S. DeKnight                                              | 10 700 851 $      |

## Box-office par semaine
Sources : Box Office Mojo.com
| #  | Date (à partir du) | Film no 1                                            | Pays                   | Recettes     |
| -- | ------------------ | ---------------------------------------------------- | ---------------------- | ------------ |
| 1  | 4 janvier 2018     | Going Vertical                                       | Drapeau de la Russie   | 34 642 572 $ |
| 2  | 11 janvier 2018    | Going Vertical                                       | Drapeau de la Russie   | 14 831 202 $ |
| 3  | 18 janvier 2018    | Going Vertical                                       | Drapeau de la Russie   | 15 242 965 $ |
| 4  | 25 janvier 2018    | Le Labyrinthe : Le Remède mortel                     | Drapeau des États-Unis | 15 003 173 $ |
| 5  | 1er février 2018   | Selfie                                               | Drapeau de la Russie   | 11 429 997 $ |
| 6  | 8 février 2018     | Cinquante nuances plus claires                       | Drapeau des États-Unis | 14 408 310 $ |
| 7  | 15 février 2018    | La Glace (Лёд)                                       | Drapeau de la Russie   | 15 096 830 $ |
| 8  | 22 février 2018    | La Glace (Лёд)                                       | Drapeau de la Russie   | 20 581 664 $ |
| 9  | 1er mars 2018      | Black Panther                                        | Drapeau des États-Unis | 14 266 465 $ |
| 10 | 8 mars 2018        | I Am Losing it (Я худею)                             | Drapeau de la Russie   | 22 191 546 $ |
| 11 | 15 mars 2018       | Tomb Raider                                          | Drapeau des États-Unis | 11 435 707 $ |
| 12 | 22 mars 2018       | Pacific Rim Uprising                                 | Drapeau des États-Unis | 16 265 026 $ |
| 13 | 29 mars 2018       | Ready Player One                                     | Drapeau des États-Unis | 16 265 026 $ |
| 14 | 5 avril 2018       | Gogol. Viy                                           | Drapeau de la Russie   | 9 143 742 $  |
| 15 | 12 avril 2018      | Rampage : Hors de contrôle                           | Drapeau des États-Unis | 8 934 155 $  |
| 16 | 19 avril 2018      | L'Entraîneur (Тренер)                                | Drapeau de la Russie   | 10 746 923 $ |
| 17 | 26 avril 2018      | L'Entraîneur (Тренер)                                | Drapeau de la Russie   | 7 298 542 $  |
| 18 | 3 mai 2018         | Avengers: Infinity War                               | Drapeau des États-Unis | 22 639 900 $ |
| 19 | 10 mai 2018        | Avengers: Infinity War                               | Drapeau des États-Unis | 9 677 762 $  |
| 20 | 17 mai 2018        | Deadpool 2                                           | Drapeau des États-Unis | 15 890 328 $ |
| 21 | 24 mai 2018        | Deadpool 2                                           | Drapeau des États-Unis | 9 401 178 $  |
| 22 | 31 mai 2018        | Deadpool 2                                           | Drapeau des États-Unis | 7 414 123 $  |
| 23 | 7 juin 2018        | Jurassic World: Fallen Kingdom                       | Drapeau des États-Unis | 13 686 821 $ |
| 24 | 14 juin 2018       | Les Indestructibles 2                                | Drapeau des États-Unis | 10 480 539 $ |
| 25 | 21 juin 2018       | Les Indestructibles 2                                | Drapeau des États-Unis | 8 391 770 $  |
| 26 | 28 juin 2018       | Les Indestructibles 2                                | Drapeau des États-Unis | 6 366 385 $  |
| 27 | 5 juillet 2018     | Ant-Man et la Guêpe                                  | Drapeau des États-Unis | 8 773 108 $  |
| 28 | 12 juillet 2018    | Hôtel Transylvanie 3 : Des vacances monstrueuses     | Drapeau des États-Unis | 12 221 796 $ |
| 29 | 19 juillet 2018    | Hôtel Transylvanie 3 : Des vacances monstrueuses     | Drapeau des États-Unis | 8 605 282 $  |
| 30 | 26 juillet 2018    | Mission impossible : Fallout                         | Drapeau des États-Unis | 7 532 436 $  |
| 31 | 2 août 2018        | Zoe                                                  | Drapeau des États-Unis | 8 911 694 $  |
| 32 | 9 août 2018        | En eaux troubles                                     | Drapeau des États-Unis | 8 973 397 $  |
| 33 | 16 août 2018       | En eaux troubles                                     | Drapeau des États-Unis | 6 533 349 $  |
| 34 | 23 août 2018       | Alpha                                                | Drapeau des États-Unis | 7 650 625 $  |
| 35 | 30 août 2018       | Gogol. Terrible Revenge (Гоголь. Страшная месть)     | Drapeau de la Russie   | 8 747 912 $  |
| 36 | 6 septembre 2018   | Equalizer 2                                          | Drapeau des États-Unis | 5 810 751 $  |
| 37 | 13 septembre 2018  | The Predator                                         | Drapeau des États-Unis | 8 853 841 $  |
| 38 | 20 septembre 2018  | La Nonne                                             | Drapeau des États-Unis | 9 646 038 $  |
| 39 | 27 septembre 2018  | Pas de pardon (Непрощенный)                          | Drapeau de la Russie   | 9 362 024 $  |
| 40 | 4 octobre 2018     | Venom                                                | Drapeau des États-Unis | 19 780 425 $ |
| 41 | 11 octobre 2018    | Venom                                                | Drapeau des États-Unis | 11 248 541 $ |
| 42 | 18 octobre 2018    | Venom                                                | Drapeau des États-Unis | 9 315 663 $  |
| 43 | 25 octobre 2018    | Yéti et Compagnie                                    | Drapeau des États-Unis | 10 235 809 $ |
| 44 | 1er novembre 2018  | Bohemian Rhapsody                                    | Drapeau des États-Unis | 12 737 551 $ |
| 45 | 8 novembre 2018    | Bohemian Rhapsody                                    | Drapeau des États-Unis | 9 105 098 $  |
| 46 | 15 novembre 2018   | Les Animaux fantastiques : Les Crimes de Grindelwald | Drapeau des États-Unis | 16 499 442 $ |
| 47 | 22 novembre 2018   | Ralph 2.0                                            | Drapeau des États-Unis | 13 352 190 $ |
| 48 | 29 novembre 2018   | Ralph 2.0                                            | Drapeau des États-Unis | 9 861 095 $  |
| 49 | 6 décembre 2018    | Mortal Engines                                       | Drapeau des États-Unis | 11 103 672 $ |
| 50 | 13 décembre 2018   | Aquaman                                              | Drapeau des États-Unis | 18 199 797 $ |
| 51 | 20 décembre 2018   | Полицейский с Рублёвки. Новогодний беспредел         | Drapeau de la Russie   | 13 643 770 $ |
| 52 | 27 décembre 2018   |                                                      |                        |              |